# Élections générales espagnoles de 2011 dans la communauté de Madrid
Les élections générales espagnoles de 2011 (en espagnol : Elecciones generales de España de 2011) se sont tenues le dimanche 20 novembre 2011 afin d'élire les 350 députés et 208 des 266 sénateurs de la Xe législature des Cortes Generales. 36 députés sont élus dans la communauté de Madrid (un député de plus que lors du dernier scrutin).

## Résultats

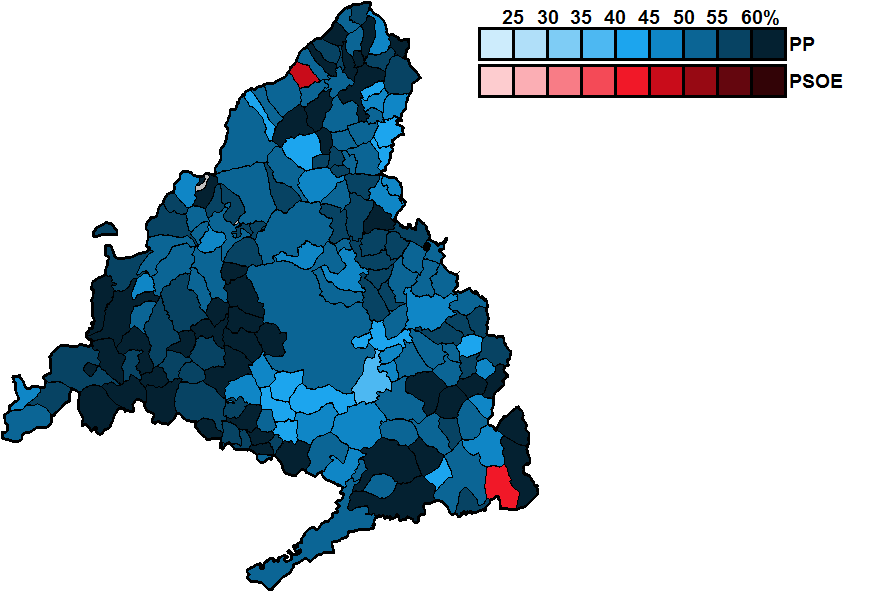
Résultats par commune.

| Parti                  | Parti                                                   | Voix      | %     | +/-   | Sièges | +/-           |
| ---------------------- | ------------------------------------------------------- | --------- | ----- | ----- | ------ | ------------- |
|                        | Parti populaire (PP)                                    | 1 719 709 | 50,97 | 1,78  | 19     | 1             |
|                        | Parti socialiste ouvrier espagnol (PSOE)                | 878 724   | 26,05 | 13,63 | 10     | 5             |
|                        | Union, progrès et démocratie (UPyD)                     | 347 354   | 10,30 | 6,56  | 4      | 3             |
|                        | Gauche plurielle (IU-LV)                                | 271 209   | 8,04  | 3,38  | 3      | 2             |
|                        | Equo                                                    | 65 169    | 1,93  | Nv.   | 0      | en stagnation |
|                        | Parti animaliste contre la maltraitance animale (PACMA) | 13 136    | 0,39  | 0,26  | 0      | en stagnation |
|                        | Sièges en blanc (EB)                                    | 12 877    | 0,38  | Nv.   | 0      | en stagnation |
|                        | Forum des citoyens (FAC)                                | 6 645     | 0,20  | Nv.   | 0      | en stagnation |
|                        | Pour un monde + juste (PUM+J)                           | 5 314     | 0,16  | 0,09  | 0      | en stagnation |
|                        | Gauche anticapitaliste (IA)                             | 4 268     | 0,13  | Nv.   | 0      | en stagnation |
|                        | Parti communiste des peuples d'Espagne (PCPE)           | 3 815     | 0,11  | 0,05  | 0      | en stagnation |
|                        | Autres partis                                           | 10 492    | 0,31  | -     | 0      | -             |
|                        | Vote blanc                                              | 35 093    | 1,04  | 0,09  |        |               |
|                        |                                                         |           |       |       |        |               |
| Suffrages exprimés     | Suffrages exprimés                                      | 3 373 805 | 98,96 |       |        |               |
| Votes nuls             | Votes nuls                                              | 35 526    | 1,04  |       |        |               |
| Total                  | Total                                                   | 3 409 331 | 100   | -     | 36     | 1             |
| Abstention             | Abstention                                              | 1 244 448 | 26,74 |       |        |               |
| Inscrits/Participation | Inscrits/Participation                                  | 4 653 779 | 73,26 |       |        |               |